# Петру Гроза
Петру Гроза био је румунски политичар, који је био премијер Румуније између 1945. и 1952. године, први политичар после успостављања комунизма који је имао важну позицију у Румунији, а између 1952. и његове смрти 1958. био је предсједник Државног вијећа.